# Décausatif
En linguistique, le décausatif est une diathèse qui sert à décrire un processus du point de vue de l'élément sur lequel il s'opère. Comme la voix passive, il a pour effet de diminuer d'un actant la valence du verbe : il supprime la possibilité d'ajouter un complément d'agent.
Le français ne possède pas de moyen unique d'expression du décausatif. Il n'y a pas nécessairement de marque formelle : pour certains verbes accessoirement transitifs, le décausatif s'exprime simplement par l'emploi intransitif :
- Le prix du ticket a baissé. (à comparer à l'emploi transitif dans Le cinéma a baissé le prix du ticket.)
- Le linge blanchit au soleil. (à comparer avec Je blanchis le linge au soleil.)
- La branche cassera. (à comparer avec Je casserai la branche.)

Fréquemment, le décausatif s'exprime par la forme pronominale :
- La lampe s'est allumée. (à comparer avec J'ai allumé la lampe.)
- La porte s'est ouverte. (à comparer avec J'ai ouvert la porte.).
- Ce livre se vend bien. (à comparer avec Le libraire a bien vendu ce livre.).

La formation de décausatif par l'emploi d'un pronom réfléchi se retrouve dans de nombreuses langues comme l'espagnol :
- Se vende « À vendre » (littéralement « Se vend »).

Le décausatif est également une des interprétations de la voix moyenne dans les langues avec cette voix.
D'autres langues emploient des procédés réguliers de dérivation lexicale pour former des décausatifs ; les verbes obtenus sont alors intransitifs. Par exemple, en espéranto, le suffixe -iĝ- permet de l'exprimer :
- La vino vendiĝas facile « Le vin se vend facilement ».